# 12-я отдельная пушечная батарея
12-я отдельная пушечная батарея — воинское подразделение в вооружённых силах СССР во время Великой Отечественной войны.

## История
В составе действующей армии с 27.06.1942 по 30.01.1943 года.
Сформирована на базе отдельной тяжёлой артиллерийской батареи 7-й отдельной армии (в действующей армии с 05.11.1941 по 27.06.1942)
С момента формирования находилась на оборонительных позициях по реке Свирь.
30.01.1943 обращена на формирование 354-го отдельного тяжёлого пушечного артиллерийского дивизиона

## Полное наименование
- 12-я отдельная пушечная батарея

## Подчинение
| Дата            | Фронт (округ) | Армия               | Корпус (группа) | Примечания |
| --------------- | ------------- | ------------------- | --------------- | ---------- |
| 01.07.1942 года | -             | 7-я отдельная армия | -               | -          |
| 01.08.1942 года | -             | 7-я отдельная армия | -               | -          |
| 01.09.1942 года | -             | 7-я отдельная армия | -               | -          |
| 01.10.1942 года | -             | 7-я отдельная армия | -               | -          |
| 01.11.1942 года | -             | 7-я отдельная армия | -               | -          |
| 01.12.1942 года | -             | 7-я отдельная армия | -               | -          |
| 01.01.1943 года | -             | 7-я отдельная армия | -               | -          |